# Von der Autorität
Von der Autorität (1873) ist ein von Friedrich Engels (1820–1895) verfasster Artikel der sich gegen den sogenannten „antiautoritären Sozialismus“ aus dem Umfeld um Bakunin richtete. Der Artikel thematisiert das Verhältnis von Autonomie und Autorität im gesellschaftlichen Zusammenleben.

## Entstehungs- und Veröffentlichungsgeschichte
Geschrieben wurde der etwa vier Seiten lange Artikel zwischen Oktober 1872 und März 1873. Im historisch-kritischen Kommentar der Marx-Engels-Gesamtausgabe (MEGA) zu diesem Artikel erfährt man, dass dieser sich nur in italienischer Sprache in einer italienischen Zeitschrift erhalten hat („Almanacco Repubblicano per l'anno 1874“). Der Artikel ist im Band 18 der Marx-Engels-Werke (MEW) abgedruckt (S. 305–308).

## Inhalt
Engels beginnt, indem er die Forderung „einiger Sozialisten“ (womit die damaligen Anarchisten um Bakunin angesprochen werden) thematisiert und deren Vorstellungen einer Gesellschaft ohne Autorität zur Debatte stellt. Ausgehend von einer kurzen Analyse der gegenwärtigen kapitalistischen Produktionsweise stellt Engels die Frage, ob eine sich auf deren zivilisatorisch-technischem Niveau gründende nachkapitalistische Gesellschaft ohne jegliche Autorität überhaupt möglich sei:

„Wenn wir die ökonomischen – industriellen und landwirtschaftlichen – Verhältnisse untersuchen, die die Grundlage der gegenwärtigen bürgerlichen Gesellschaft bilden, so finden wir, daß sie die Tendenz haben, die isolierte Tätigkeit mehr und mehr durch die kombinierte Tätigkeit der Individuen zu ersetzen. […] Überall tritt die kombinierte Tätigkeit, die Komplizierung voneinander abhängender Prozesse, an die Stelle der unabhängigen Tätigkeit der Individuen. Wer aber kombinierte Tätigkeit sagt, sagt Organisation; ist nun Organisation ohne Autorität möglich?
Nehmen wir einmal an, eine soziale Revolution habe die Kapitalisten entthront, deren Autorität heutzutage die Produktion und die Zirkulation der Reichtümer lenkt. Nehmen wir, um uns ganz auf den Standpunkt der Antiautoritarier zu stellen, weiter an, der Grund und Boden und die Arbeitsinstrumente seien zum kollektiven Eigentum der Arbeiter geworden, die sich ihrer bedienen. Wird die Autorität dann verschwunden sein oder wird sie nur die Form gewechselt haben? Sehen wir zu.“

Friedrich Engels leitet folgend ab, dass bei der gesellschaftlichen Produktion und Reproduktion des Lebens die Menschen sich zwingenderweise auch autoritären Ordnungsprinzipien unterordnen müssen, und nicht nur autonomen. Autorität entstehe dort, wo sie für die Gewährleistung eines reibungslosen Ablaufs notwendig sei. Diese Notwendigkeit von Autorität begründet er einerseits mit der Teilung der Arbeit, die sich im Laufe der Entwicklung der Gesellschaften immer mehr verschärft hat (Industrialisierung) und im Kapitalismus den Höhepunkt erreicht hat. Um den Warenreichtum, den der Kapitalismus hervorgebracht hat, in einer sozialistischen Gesellschaft weiter produzieren zu können, müssen wie im Kapitalismus ganz bestimmte Formen des Stoffwechsels mit der Umwelt (daher konkrete Arbeit) eingegangen werden. Diesen Zwang veranschaulicht Engels anhand der Arbeit in einer Baumwollspinnerei (man könnte sich auch den Produktionsprozess in einer heutigen Fabrik vorstellen) oder bei der Eisenbahn: „Was geschähe mit dem ersten abgehenden Zuge, wenn die Autorität der Bahnangestellten über die Herren Reisenden abgeschafft wäre? Aber die Notwendigkeit einer Autorität, und zwar einer gebieterischen Autorität, tritt am anschaulichsten bei einem Schiff auf hoher See zutage. Hier hängt, im Augenblick der Gefahr, das Leben aller davon ab, daß alle sofort und absolut dem Willen eines einzelnen gehorchen.“

„Wir haben also gesehen, daß einerseits eine gewisse, ganz gleich auf welche Art übertragene Autorität und andererseits eine gewisse Unterordnung Dinge sind, die sich uns aufzwingen unabhängig von aller sozialen Organisation, zusammen mit den materiellen Bedingungen, unter denen wir produzieren und die Produkte zirkulieren lassen.
Andererseits haben wir gesehen, daß die materiellen Produktions- und Zirkulationsbedingungen durch die Großindustrie und die Großlandwirtschaft unweigerlich erweitert werden und die Tendenz haben, das Feld dieser Autorität mehr und mehr auszudehnen. Es ist folglich absurd, vom Prinzip der Autorität als von einem absolut schlechten und vom Prinzip der Autonomie als einem absolut guten Prinzip zu reden. Autorität und Autonomie sind relative Dinge, deren Anwendungsbereiche in den verschiedenen Phasen der sozialen Entwicklung variieren. Wenn die Autonomisten sich damit begnügten, zu sagen, daß die soziale Organisation der Zukunft die Autorität einzig und allein auf jene Grenzen beschränken wird, in denen die Produktionsbedingungen sie unvermeidlich machen, so könnte man sich verständigen …“

Engels kritisiert die Forderung der Antiautoritären, dass „der autoritäre politische Staat auf einen Schlag abgeschafft“ werden solle, „bevor noch die sozialen Bedingungen vernichtet sind, die ihn haben entstehen lassen“, also die Forderung, „daß der erste Akt der sozialen Revolution die Abschaffung der Autorität sei.“

„Haben diese Herren nie eine Revolution gesehen? Eine Revolution ist gewiß das autoritärste Ding, das es gibt; sie ist der Akt, durch den ein Teil der Bevölkerung dem anderen Teil seinen Willen vermittels Gewehren, Bajonetten und Kanonen, also mit denkbar autoritärsten Mitteln aufzwingt; und die siegreiche Partei muß, wenn sie nicht umsonst gekämpft haben will, dieser Herrschaft Dauer verleihen durch den Schrecken, den ihre Waffen den Reaktionären einflößen. Hätte die Pariser Kommune nur einen einzigen Tag Bestand gehabt, wenn sie sich gegenüber den Bourgeois nicht dieser Autorität des bewaffneten Volks bedient hätte?“

Am Ende kommt Engels zu der Schlussfolgerung:

„Also von zwei Dingen eins: Entweder wissen die Antiautoritarier nicht, was sie sagen, und in diesem Fall säen sie nur Konfusion; oder sie wissen es, und in diesem Fall üben sie Verrat an der Bewegung des Proletariats. In dem einen wie in dem anderen Fall dienen sie der Reaktion.“